# 味可
味可（みか）は、日本のシンガーソングライター。

## 音楽作品

### 味可
- Cry　for the moon（ソロシングル）
- 雨が降る（ソロアルバム）

### バンド金仙花
- 自己嫌悪（シングル）
- COLORS（アルバム）
- Life（アルバム）

## 主な出演作品
- テレビ｢ディズニーチャンネル｣（テレビ東京）
- 映画｢連弾｣
- ダンスファンデーション｢鏡｣
- ファミリーミュージカル｢ダンシングロボッツ｣ - M 役
- ミュージカル｢ロックストリート｣ - 翼 役
- ミュージカル座｢ひめゆり｣（2015年） - トミ 役
- ミュージカル座｢ロイヤルホストクラブ｣（2015年） - 奈津実 役
- 劇団武士道｢柳生十兵衛｣ - 妙子 役
- インターネット番組｢ラブジョイ｣ - レギュラー
- Ustream番組｢味可と雨海の楽屋裏｣ - レギュラーMC
- ラジオ｢手賀沼ジュンのウナンサッタリパンツ｣（NACK5） - 楽曲放送